# دویشان
دویشان (به لاتین: Doushan) یک شهرک در جمهوری خلق چین است که در تایشان واقع شده‌است.